# Burg Wagrain
Die  Burg Wagrain ist die Ruine einer Höhenburg bei 840 m ü. A. auf dem auch heute noch so genannten Burghügel der Gemeinde Wagrain im Bezirk St. Johann im Pongau im Land Salzburg. Die Burg schützte den Übergang über die Wagrainer Höhe vom Salzachtal zum Ennstal.

## Geschichte
Bereits in römischer Zeit standen in Wagrain zwei Wachtürme. Einer davon dürfte das Fundament des Turms der Pfarrkirche sein. Der andere stand auf dem Burghügel.
Die Burg war von den Herren von Goldegg ca. um 1200 erbaut worden; die genauen Daten sind nicht bekannt. Die günstig gelegene Anlage war ein Bollwerk gegen den Salzburger Erzbischof, da die Goldegger dem Ausbau der landesfürstlichen Gewalt immer Widerstand entgegensetzten.
In den Auseinandersetzungen um den Königsthron zwischen Ludwig IV. der Bayer und Friedrich dem Schönen standen die Goldegger auf der Seite Ludwigs, der Salzburger Erzbischof Friedrich III. von Leibnitz aber auf der Seite Friedrichs. Aus der Schlacht bei Mühldorf (1322) ging zwar Ludwig als Sieger hervor, der Salzburger Erzbischof hatte aber im Zug der Kämpfe u. a. die Burg Wagrain zerstört.
Diese Burg wurde nicht wieder aufgebaut, aber die Hofmark Wagrain bestand weiter. Die Hofmark wurde dem Fürsterzbistum Salzburg einverleibt und als Lehen vergeben. 1450 erhielten Wiguleius und Berhand Grabner aus Tirol die Hofmark und auch Schloss Goldegg. Sie mussten aber bereits 1463 auf Goldegg verzichten. 1593 wurden die Welser mit dem Prädikat von Wagrain in den Adelsstand erhoben. 1635 starb Abraham Welser von Labach zu Wagrain. Der letzte der Welser war dessen Enkel Johann Melchior Welser von und zu Einödberg, salzburgischer Truchseß.

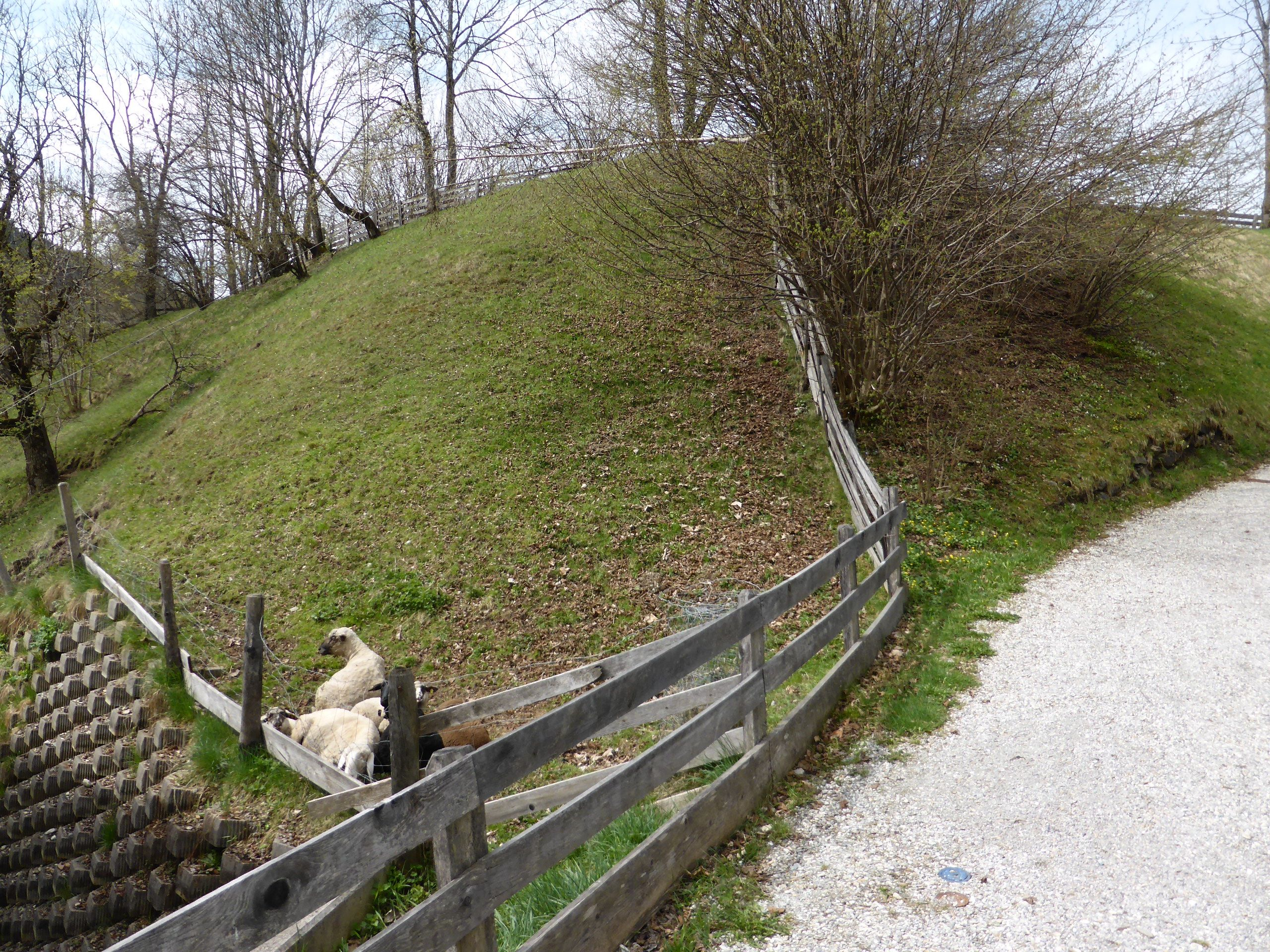
Burghügel

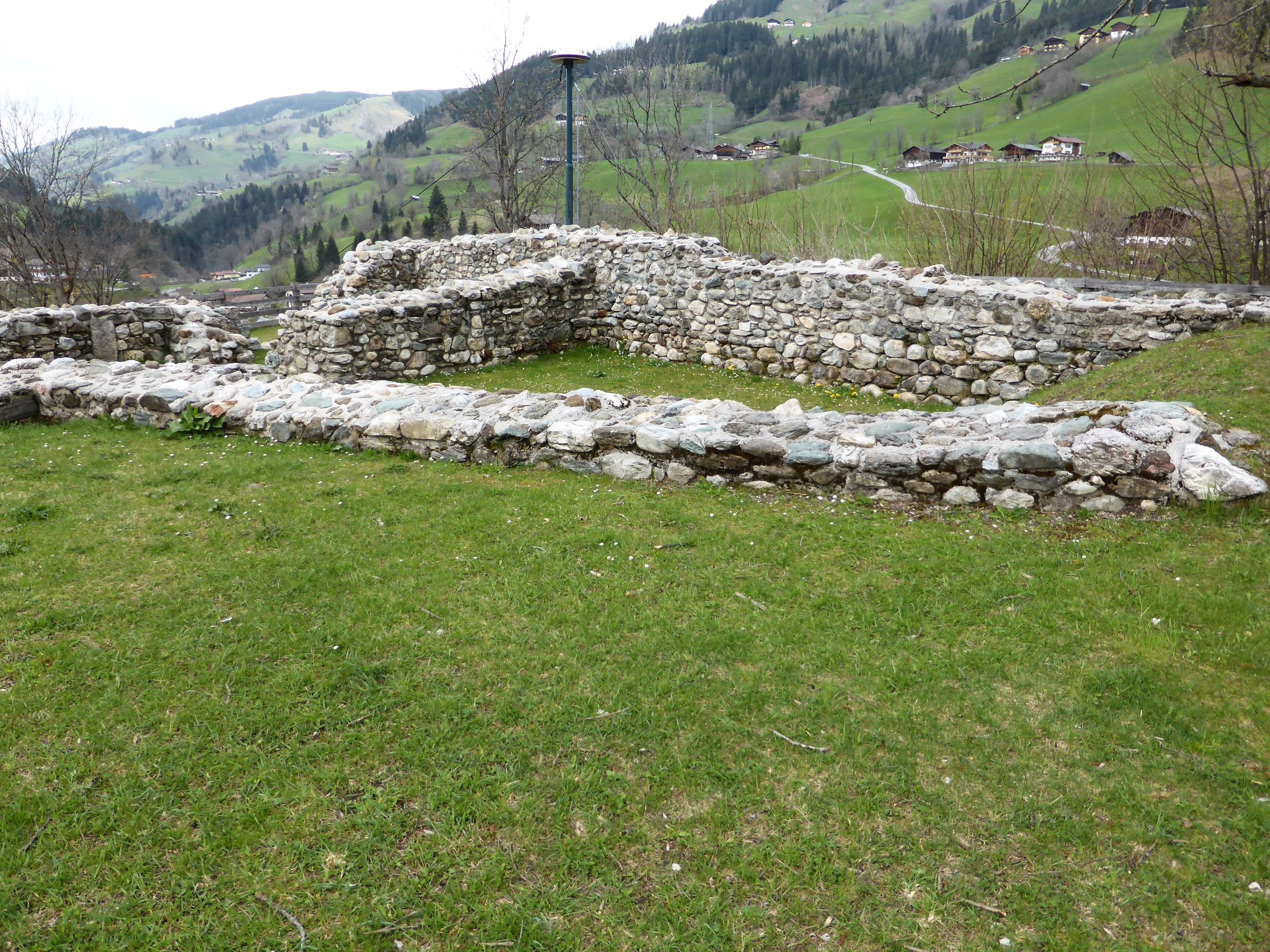
Reste des Palas

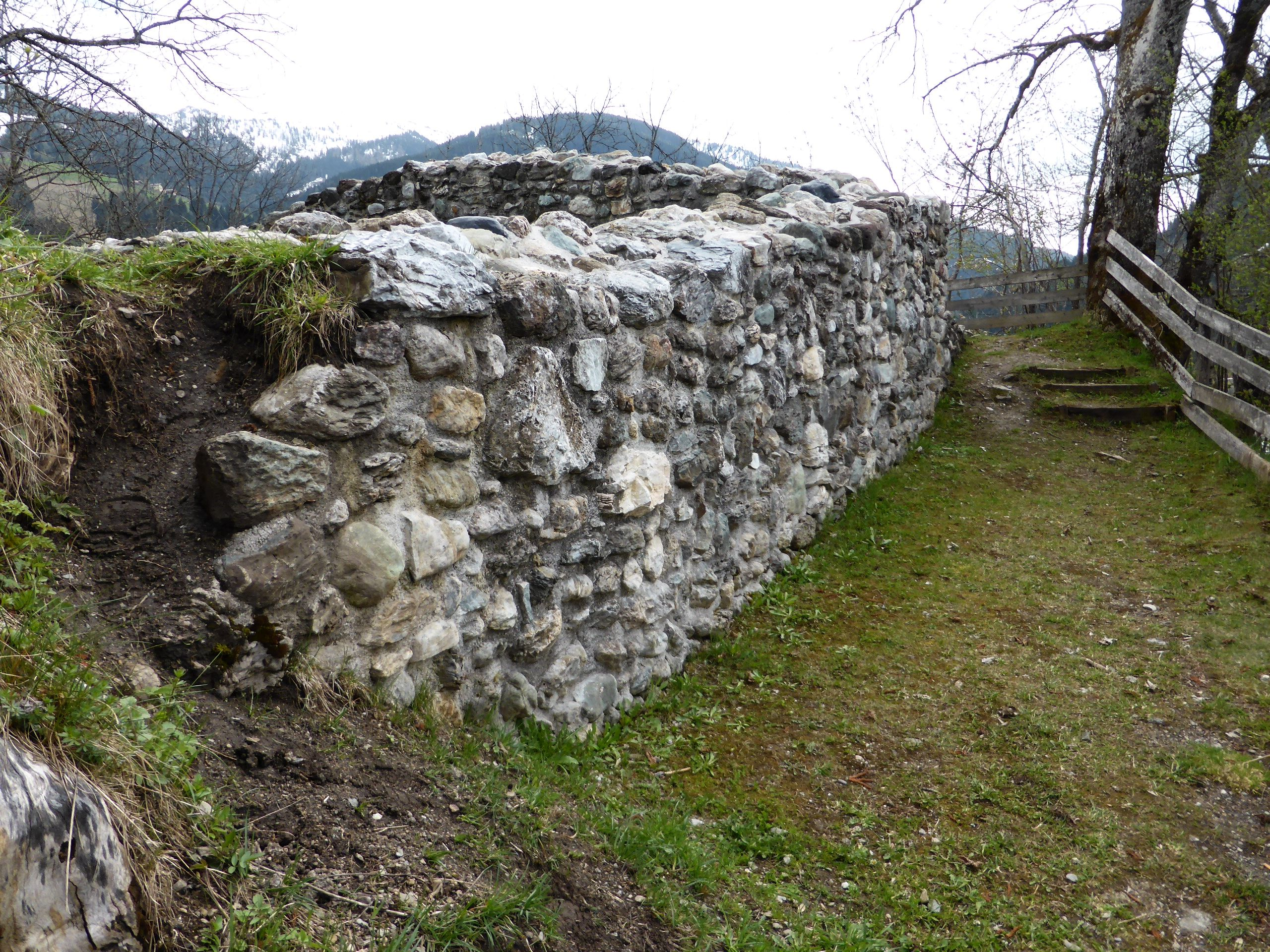
Burg, Burghügel

## Burgruine Wagrain heute
Das Burggelände liegt auf einem Geländesporn zwischen dem oberen und unteren Abschnitt des Marktplatzes auf halber Höhe des Kirchweges. Der Ort ist nach allen Seiten durch Steilhänge geschützt. Noch heute hat der Burgplatz ein Ausmaß von 60 × 80 m. Der Burghof ist an die 5000 m² groß. Die 150 cm starke Ringmauer ist auf der Südwestseite bis zu einer Höhe von 3 m erhalten. Außerhalb der Ringmauerreste gibt es einen schmalen Weg, der das Burggelände umrundet. Auch der untere Teil eines Walles mit einem Mauerkern ist vorhanden. In der östlichen Mauerfront befand sich vermutlich das Eingangstor. Hier war in Erdgeschosshöhe ein viereckiger Steinbau, ein ehemaliger Turm erkennbar. Dieser Turm stand auf den Fundamenten eines mächtigen, freistehenden Rundturmes mit einer Mauerstärke von etwa 2,7 m und einem Durchmesser von 11,5 m. Dieser war vermutlich der Bergfried der Burg. Bei der Sanierung wurden die Reste des später darauf gebauten, rechteckigen Gebäudes entfernt. Die Innenverbauung im Nordwesten des Burgplateaus war vermutlich der Palas der Burg mit 22 × 13 m; hier sind noch eine gequaderte Ecke und zwei Stufen einer an der Außenseite liegenden Freitreppe zu sehen. Die Burgreste sind restauriert und ergänzt worden.
Im 19. Jahrhundert war auf dem Hügel ein Burghäusl entstanden, die Besitzer zogen aber 1939 wieder ab. Auch durch massiven Steinraub (z. B. für den Schwimmbadbau 1939) wurde die Ruine arg in Mitleidenschaft gezogen, sodass die Burg aus dem Bewusstsein der Bevölkerung verschwunden war. Von der Burg aus gab es drei unterirdische Gänge in den Markt: einen zum Keller des Steinerwirtes (1878 vermauert), der zweite zur Burgkapelle (Marktkirche), der dritte wurde 1929 beim Bau des Grafenwirtshauses entdeckt, aber wegen seines verfallenen Zustandes zugemauert.
Auf Initiative des Kulturvereines Blaues Fenster werden seit 2006 alljährlich archäologische Grabungen durchgeführt. Bei den Grabungsarbeiten zu dem lokalen Kunstprojekt 3 Hutschen für Wagrain traten viele Funde zu Tage: Keramiken, Mauerreste und ein bislang unbekannter Gebäudegrundriss, der an der Oberfläche nicht erkennbarer war. Unter der Leitung von Peter Höglinger (Abteilung Bodendenkmale des Bundesdenkmalamtes und in Kooperation mit dem Fachbereich Altertumswissenschaften der Universität Salzburg) wurde die Anlage in einer dreiwöchigen Lehrgrabung mit Studenten untersucht und vermessen; diese archäologischen Untersuchungen wurden zwischen 2006 und 2010 fortgesetzt. Bei Grabungen (2008) im Bereich des Zwingers zwischen Palas und Umfassungsmauer wurde eine dunkle, kohlige Erdschicht entdeckt; hier fanden sich Bruchstücke von Tongefäßen, Fragmente von Glasgefäßen, Armbrustbolzen, Messer, Gürtelschnallen (alle aus Eisen) und Fingerringe (Buntmetall); ebenso drei Münzen, die anhand ihrer Prägestätten (Enns, Salzburg, München) auf weit reichende Handelsverbindungen verweisen.
Im Gelände der ehemaligen Burg Wagrain informieren nun Tafeln über die Geschichte und Bedeutung der Anlage und die Besonderheit des Rundturmes. Außerdem kann bei einem „Kulturspaziergang“ auch eine Ausstellung von Kunstobjekten besichtigt werden.